# Spilosoma murina
Spilosoma murina är en fjärilsart som beskrevs av Hüfnagel 1766. Spilosoma murina ingår i släktet Spilosoma och familjen björnspinnare. Inga underarter finns listade i Catalogue of Life.